# بهرامی سفلی
بهرامی سفلی، روستایی از توابع بخش مرکزی شهرستان جیرفت در استان کرمان ایران است.

## جمعیت
این روستا در دهستان اسلام‌آباد قرار دارد و براساس سرشماری سال 1390 جمعیت آن 454 نفر (116 خانوار) بوده‌است.این روستا در حاشیه رودخانه هلیل رود واقع شده و شغل ساکنان آن کشاورزی و دامداری است. از این روستا در بین اهالی و روستاهای همسایه با نام مخفف بهرُمی (BAHROMI) نام برده می‌شود.